# Подорогин, Григорий Дмитриевич
Григорий Дмитриевич Подорогин (1913 год — дата смерти неизвестна) — комбайнёр Маканчинской МТС Семипалатинской области, Казахская ССР. Герой Социалистического Труда (1957).
С 1941 года участвовал в Великой Отечественной войне в составе 29-й гвардейской стрелковой дивизии. После демобилизации трудился комбайнёром в Маканчинской МТС. За особо выдающиеся успехи, достигнутые в работе по освоению целинных и залежных земель, и получение высокого урожая удостоен звания Героя Социалистического Труда указом Президиума Верховного Совета СССР от 11 января 1957 года c вручением ордена Ленина и золотой медали «Серп и Молот».
Дата смерти неизвестна.
Награды
- Герой Социалистического Труда
- Орден Ленина
- Медаль «За отвагу» (11.08.1944)[2]